# Pier Dandini
Pier Dandini ou Pietro Dandini (Florence, 12 avril 1646 – † 26 novembre 1712) est un peintre italien baroque de l'école florentine.

## Biographie
Après avoir été l'élève de son oncle Vincenzo Dandini, Pier Dandini acquiert une réputation certaine pour sa technique et sa rapidité d'exécution.
Ses œuvres sont de nombreuses commandes pour les églises de Florence et des peintures de chevalet ou de décors à l'huile influencé par le style de Pietro da Cortona et Luca Giordano.

## Œuvres
- Églises de la cité de Florence :
  - San Frediano : fresques de la  Cappella di San Bernardo
  - San Jacopo Soprarno : fresques de la voûte
  - San Giovannino degli Scolopi : fresque du tympan
  - Santa Maria Maddalena de' Pazzi : fresque de la coupole de la  Cappella Maggiore avec l'Ascesa di Santa Maria Maddalena de' Pazzi con tutti i santi fiorentini (1701): on note les ressemblances avec le fresque de Carlo Cignani Assunzione della Vergine, dans la coupole de la Chapelle de la Vierge du Feu (Cappella della Madonna del Fuoco), dans la Cathédrale de Forlì
  - Santa Maria Maggiore
  - San Giovannino dei Cavalieri : retable de la Decollazione del Battista, de l'ancien couvent San Francesco de' Macci.

- Dans les palais :
  - Palazzo Corsini
  - Villa La Petraia : fresque de la Cappella Nuova
  - Palazzo Vivarelli Colonna

- En Toscane :
  - Villa Bellavista près de Pistoia : fresques
  - Pise : retable, Chiesa di Santa Caterina d'Alessandria
  - Prato : retable de Dio Padre e santi au Santuario della Madonna del Giglio
  - Vinci : Adorazione dei Magi, église Santa Croce

- À Rome :
  - Au Palazzo Montecitorio : une série de tableaux des Quattro stagioni, des scènes rupestres. Un se trouve en Sicile, à Carruba di Riposto au Castello di San Giuliano dei marchesi Paternò Castello.

- En France :

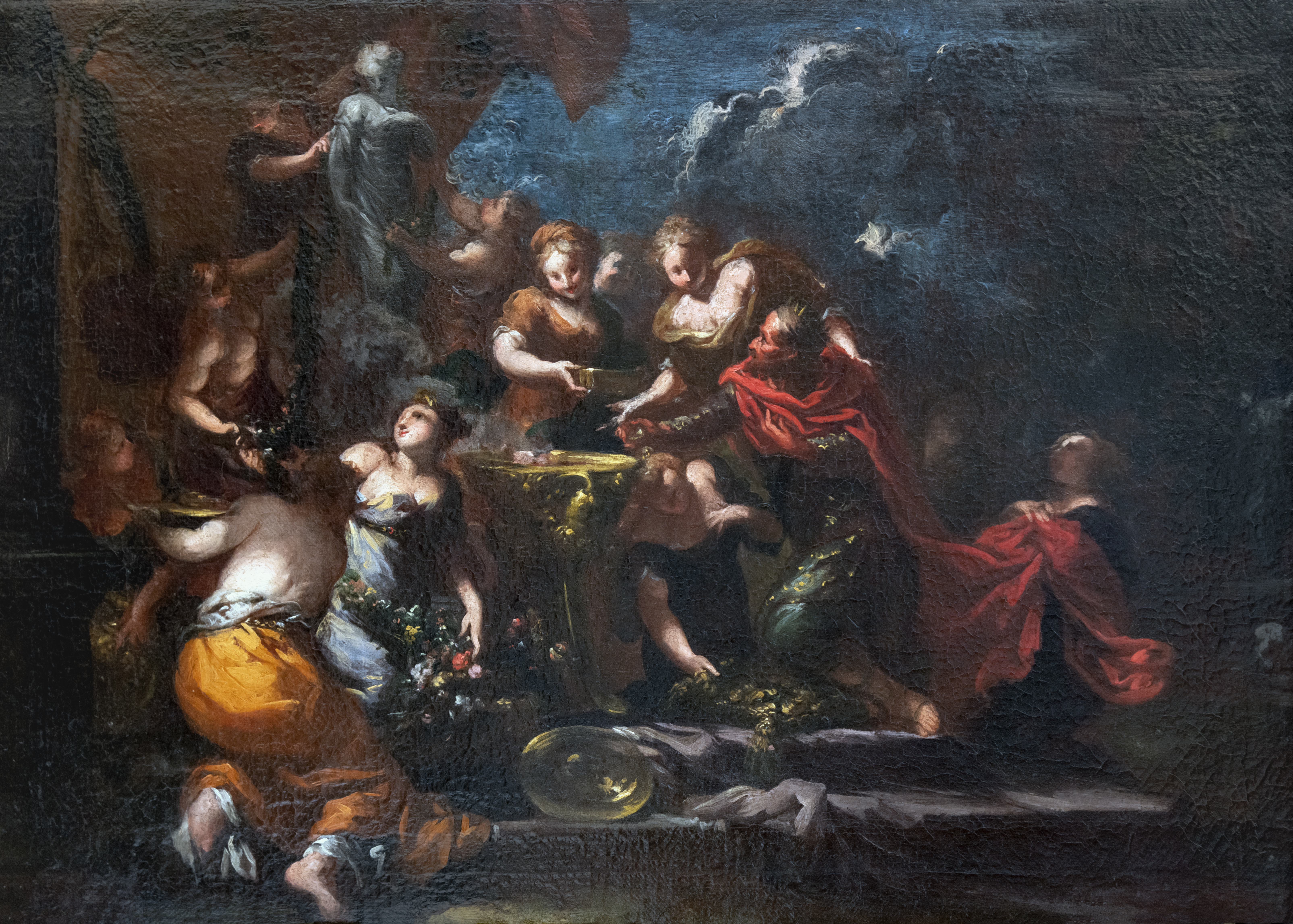
Salomon adorant les idoles (c.1680).

- - Dessins au département des arts graphiques du musée du Louvre de Paris 
    - Femme de profil coiffée d'un foulard
    - Femme debout, vue de dos, se retournant
    - Homme nu debout, les bras levés, regardant à ses pieds
    - Martyre de sainte Ursule et des onze mille vierges
    - Nativité
    - Timoclée amenée devant Alexandre
    - Vieillard assis et derrière lui un homme à cheval
    - Vieux homme barbu, regardant vers la droite

  - Salomon adorant les idoles, huile sur toile, c.1680, Collection Motais de Narbonne

## Sources
- (it) Cet article est partiellement ou en totalité issu de l’article de Wikipédia en italien intitulé « Pier Dandini » (voir la liste des auteurs).